# 暁 (小説)
『暁』（旧字体 : 曉、あかつき）は、岡本綺堂が1917年（大正6年）に発表した小説であり、同作を原作とし、1918年（大正7年）製作・公開、田中栄三監督による日本のサイレント映画である。

## 略歴・概要
小説『暁』の初出は、1917年（大正6年）6月16日に開始した萬朝報での連載である。単行本は、国立国会図書館には所蔵されていない。
映画『暁』は、小説の連載開始から1年が経過していない1918年（大正7年）に、日活向島撮影所が映画化を企画、前年に入社し、小口忠の助監督を務めていた田中栄三の監督第1作となった。4巻もの、40分という当時の向島撮影所のスタンダードなフォーマットで製作され、同年3月16日に浅草公園六区のオペラ館を皮切りに公開された。併映作品は、北山清太郎の1巻ものの短篇アニメーション映画『金太郎』であった。
映画『暁』の上映用プリントは、東京国立近代美術館フィルムセンターに所蔵されておらず、マツダ映画社も所蔵していない。現状、観賞することの不可能な作品である。
小説『暁』は、青空文庫に収められていない。

## 映画
『暁』（あかつき）は、1918年（大正7年）製作・公開、日活向島撮影所製作、日活配給、田中栄三監督による日本のサイレント映画である。女性の役どころは、女形の五月操、同じく女形でのちの映画監督衣笠貞之助らが演じた。撮影技師・編集技師・現像技師を兼ねる「技手」は不明である。

### スタッフ・作品データ
- 監督 : 田中栄三
- 脚本 : 岩崎春禾
- 原作 : 岡本綺堂
- 撮影・編集・現像 : 不明

- 製作 : 日活向島撮影所
- 上映時間（巻数） : 40分[2] （4巻）
- フォーマット : 白黒映画 - スタンダードサイズ（1.33:1） - サイレント映画
- 公開日 :  日本 1918年3月16日
- 配給 :  日活
- 初回興行 : 浅草・オペラ館

### キャスト
- 山本嘉一
- 藤野秀夫
- 大村正雄
- 新井淳
- 横山運平
- 衣笠貞之助
- 五月操
- 東猛夫

## 註
1. ↑  OPAC NDL 検索結果、国立国会図書館、2009年12月17日閲覧。
2. 1 2 3 4 5  『日本映画史発掘』、田中純一郎、冬樹社、1980年、p.128-132.
3. ↑  金太郎、日本映画データベース、2009年12月17日閲覧。
4. ↑  所蔵映画フィルム検索システム、東京国立近代美術館フィルムセンター、2009年12月17日閲覧。
5. ↑  主な所蔵リスト 劇映画＝邦画篇、マツダ映画社、2009年12月17日閲覧。
6. ↑  岡本綺堂、青空文庫、2009年12月17日閲覧。